# Важин-Другий
Важин-Другий (пол. Warzyn Drugi) — село в Польщі, у гміні Нагловиці Єнджейовського повіту Свентокшиського воєводства.
Населення — 245 осіб (2011).
У 1975-1998 роках село належало до Келецького воєводства.

## Демографія
Демографічна структура на день 31 березня 2011 року:
|          | Загалом | Допрацездатний вік | Працездатний вік | Постпрацездатний вік |
| -------- | ------- | ------------------ | ---------------- | -------------------- |
| Чоловіки | 125     | 24                 | 79               | 22                   |
| Жінки    | 120     | 25                 | 63               | 32                   |
| Разом    | 245     | 49                 | 142              | 54                   |